# Cataratas de Chaudière
Las cataratas de Chaudière (en francés: Chutes de la Chaudière; en inglés: Chaudière Falls) son un conjunto de cascadas en el centro del área metropolitana de Ottawa-Gatineau, en Canadá, donde el río Ottawa se estrecha entre paredes rocosas. Se ubica justo al oeste del puente de Chaudière, al noroeste del Museo Canadiense de la Guerra y sur del complejo EB Eddy. Las islas en las cataratas de Chaudière son Chaudière, inmediatamente al este, y Victoria, al este de esa. Las cataratas tienen en torno a 60 metros de ancho y unos 15 metros de altura. El área alrededor de las cataratas estuvo antiguamente fuertemente industrializada, especialmente en el siglo XIX, y tuvieron una contribución significativa al crecimiento de las ciudades circundantes.
El nombre de las cataratas provienen del francés, y significan "cataratas del caldero". La forma de las cataratas antes de su desarrollo se asemejaba a un gran caldero.